# Leuconitocris nigrofasciata
Leuconitocris nigrofasciata é uma espécie de escaravelho da família Cerambycidae.  Foi descrito por Per Olof Christopher Aurivillius em 1925.